# Robyn Thorn
Robyn Jean Thorn, nach Heirat Robyn Jean Risson und Robyn Jean Nock, (* 26. November 1945 im Bundesstaat Queensland) ist eine ehemalige australische Schwimmerin. Sie gewann bei den Olympischen Spielen 1964 eine Silbermedaille und bei den Commonwealth Games eine Gold- und eine Silbermedaille sowie zwei Bronzemedaillen.

## Sportliche Karriere
1962 bei den British Empire and Commonwealth Games 1962 in Perth gewann Dawn Fraser über 110 Yards Freistil mit über vier Sekunden Vorsprung vor Robyn Thorn. Die australische 4-mal-110-Yards-Freistilstaffel in der Besetzung Dawn Fraser, Lynette Bell, Robyn Thorn und Ruth Everuss siegte mit zehn Sekunden Vorsprung vor den Kanadierinnen und den Engländerinnen.
Zwei Jahre später bei den Olympischen Spielen in Tokio siegte Dawn Fraser zum dritten Mal in Folge über 100 Meter Freistil. Robyn Thorn war im Halbfinale als 14. ausgeschieden. Die australische 4-mal-100-Meter-Freistilstaffel mit Robyn Thorn, Janice Murphy, Jan Turner und Lynette Bell erreichte das Finale mit der vorlaufschnellsten Zeit. Im Endlauf schwammen Thorn, Murphy, Bell und Fraser fünf Sekunden schneller als die Vorlaufstaffel und gewannen die Silbermedaille hinter der Staffel aus den Vereinigten Staaten, die alle Schwimmerinnen gegenüber dem Vorlauf ausgetauscht hatte. Gemäß den bis 1980 gültigen Regeln erhielten Schwimmerinnen, die nur im Staffelvorlauf eingesetzt wurden, keine Medaille.
Bei den British Commonwealth Games 1970 in Edinburgh startete sie als Robyn Risson. Über 400 Meter Freistil erkämpften mit Karen Moras, Denise Langford und Robyn Risson drei Australierinnen die Medaillen. Über 800 Meter Freistil gingen wieder alle Medaillen an australische Schwimmerinnen: Gold an Karen Moras, Silber an Helen Gray und Bronze an Robyn Risson.